# Isola del Principe Patrizio
L’isola del Principe Patrizio (in inglese Prince Patrick Island) appartiene all'arcipelago artico canadese, ed è la più occidentale delle isole Regina Elisabetta nel territorio canadese dei Territori del Nord-Ovest. L'isola ha una superficie di 15.848 km², il che la rende la 55ª isola più grande del mondo e la 14ª del Canada. È coperta dai ghiacci per tutto l'anno, il che la rende una delle regioni più inaccessibili del Canada.
Situata all'ingresso dello stretto di McClure, l'isola è disabitata e non sono segnalate comunità note, né presenti, né passate. Una stazione meteorologica (HAWS) chiamata Mould Bay fu inaugurata nel 1948 in collaborazione tra Canada e Stati Uniti e vi lavorarono mediamente tra le 10 e le 40 persone. La stazione venne chiusa nel 1997 a causa dei tagli al bilancio e sostituita con una stazione meteorologica automatica in una nuova posizione.
L'isola fu esplorata per la prima volta nel 1853 e più tardi le fu assegnato il nome in onore del principe William Arthur Patrick, duca di Connaught, che era governatore generale (1911-1916).
Il punto più elevato è a soli 277 m sul livello del mare, e la zona è sismicamente attiva.
Sull'isola è ambientato il romanzo Il cimitero dei capodogli (1961) di Ian Cameron che narra di una colonia di vichinghi che, perdutisi in questa terra, riescono a soparavvivere in una valle sperduta grazie ai vulcani che la rendono più abitabile.